# Konrad Krafft von Dellmensingen
Konrad Krafft von Dellmensingen (24 de noviembre de 1862 - 21 de febrero de 1953) fue un general del ejército bávaro en la Primera Guerra Mundial. Sirvió como Jefe del Estado Mayor del Real Ejército Bávaro antes de la Primera Guerra Mundial y mandó el Alpenkorps, una división de montaña formada en 1915.

## Primeros años
Krafft von Dellmensingen nació en una familia noble bávara de rango inferior en Laufen, en la Alta Baviera. Su padre era un notario real. Konrad ingresó en el Royal Bavarian Army como candidato a oficial en agosto de 1881 y recibió el cargo de segundo teniente en diciembre de 1883. Después de asistir a la Academia de Guerra de Baviera, se desempeñó como oficial de estado mayor en varias unidades. En 1902 se casó con Helene Zöhrer en Viena, Austria-Hungría. Tuvieron dos hijos y una hija.
Durante los años anteriores a la guerra, Konrad Krafft von Dellmensingen ascendió en el escalafón, generalmente alternando las asignaciones de mando y personal general, hasta el 1 de octubre de 1912, cuando se convirtió en Jefe del Estado Mayor del Real Ejército Bávaro, cargo que ocuparía hasta el movilización para la guerra en agosto de 1914.

## Primera Guerra Mundial
En la movilización en 1914, el mayor general Krafft von Dellmensingen se convirtió en jefe del estado mayor del 6.° Ejército alemán, y sirvió con ese mando en la Batalla de las Fronteras y en la Carrera hacia el mar. El 27 de mayo de 1915, poco después de su ascenso a Generalleutnant, tomó el mando de los recién formados Alpenkorps, una división de montaña provisional. Dirigiría la división hasta fines de febrero de 1917, a través de combates en el frente italiano, en Verdún, y en las invasiones de Serbia y Rumania. Recibió el Pour le Mérite, el más alto honor militar de Prusia, el 13 de septiembre de 1916, y hojas de roble para el Pour le Mérite el 11 de diciembre de 1916, así como honores de Baviera, otros estados alemanes, y sus aliados austrohúngaros y otomanos. El 1 de marzo de 1917, Krafft von Dellmensingen se convirtió en jefe del Grupo de Ejércitos Duque Albrecht de Württemberg, donde estuvo hasta el 9 de septiembre de 1917. El 11 de septiembre de 1917 recibió la Cruz de Comandante de la Orden del Mérito Militar de Württemberg, la más alta condecoración militar de Württemberg. Luego se convirtió en jefe de personal del 14.º ejército bajo Otto von Below, y ayudó a planear la operación que se convertiría en la exitosa Batalla de Caporetto. El 24 de octubre de 1917, recibió la Gran Cruz de la Orden Militar de Max Joseph, la condecoración militar más importante de Baviera.
El 2 de febrero de 1918, el 14.º ejército en Italia se disolvió y el personal del ejército bajo Otto von Below tomó el mando del 17.º ejército, recién formado para la Ofensiva de Primavera en Francia. Después de ayudar a preparar al ejército para la ofensiva, Konrad Krafft von Dellmensingen fue ascendido a General der Artillerie y recibió el mando del II Cuerpo bávaro del ejército, que condujo desde el 18 de abril de 1918 hasta la ofensiva de primavera y las batallas defensivas posteriores a esta hasta el fin de la contienda.

## Posguerra
Konrad Krafft von Dellmensingen se retiró del ejército en diciembre de 1918. Estuvo activo en círculos monárquicos después de la guerra en busca del regreso de la monarquía bávara. También participó en la década de 1920 en la preparación de la historia oficial del ejército bávaro en la guerra: en 1926 y 1928 editó un reporte de 2 volúmenes de la Batalla de Caporetto, Der Durchbruch am Isonzo (El avance en el Isonzo).
En 1937, un complejo de barracas en Garmisch-Partenkirchen fue nombrado el "Krafft-von-Dellmensingen-Kaserne". En 1945, el Kaserne fue tomado por el ejército de los Estados Unidos. El programa de desnazificación se aplicó después del final de la Segunda Guerra Mundial; el nombre "Krafft-von-Dellmensingen-Kaserne" fue eliminado. El 9 de julio de 1975, esta decisión se revirtió; los barracones fueron nombrados después von Dellmensingen otra vez. Hoy este edificio alberga parte del Centro Europeo George C. Marshall de Estudios de Seguridad. El nombre "Krafft-von-Dellmensingen-Kaserne" fue retirado del exterior del cuartel el 29 de junio de 2011. Krafft von Dellmensingen murió en Seeshaupt, en la Alta Baviera.

## Condecoraciones y premios
- Orden del águila roja; Tercera clase
- Pour le Mérite (13 de septiembre de 1916); Hojas de roble añadidas el 11 de diciembre de 1916
- Comandante del mérito militar de Württemberg (11 de septiembre de 1917)
- Gran Cruz de la Orden Militar de Max Joseph
- Orden de la Corona de Hierro (Austria), primera clase